# Prior (priimek)
Prior je priimek več oseb:
- George Erroll Prior-Palmer, britanski general
- Mark Prior, ameriški igralec bejzbola
- Matthew Prior, angleški pesnik in diplomat
- Otho Leslie Prior-Palmer, britanski general
- Wilhelm Wain Prior, danski general